# Jonas Dahl
Jonas Dahl (ur. 26 lutego 1978 w Randers) – duński polityk, działacz Socjalistycznej Partii Ludowej, poseł do Folketingetu, w latach 2013–2014 minister ds. podatków.

## Życiorys
Absolwent Uniwersytetu Aarhus (2007). Od 2005 pracował w administracji gminy Aarhus. Od 2006 do 2007 był radnym Jutlandii Środkowej. W 2007 i 2011 z listy Socjalistycznej Partii Ludowej uzyskiwał mandat deputowanego do Folketingetu. W grudniu 2013 został powołany na ministra ds. podatków w gabinecie Helle Thorning-Schmidt. Odszedł z rządu po niespełna dwóch miesiącach, gdy w lutym 2014 jego ugrupowanie opuściło koalicję. W wyborach w 2015 został ponownie wybrany do duńskiego parlamentu. W 2016 zrezygnował jednak z mandatu poselskiego, obejmując stanowisko dyrektora szpitala w Randers.